# Відеоігровий ассет
Ігровий асет (англ. Game Asset) або Ігровий ресурс — цифровий об'єкт, який переважно складається з однотипних даних, неподільна сутність, яка представляє частину ігрового контенту і має деякі властивості. Поняття «ігрового ассета» використовується при розробці відеоігор стосовно тих елементів контенту, які обробляються ресурсною системою як неподільні (атомарні, елементарні) сутності.
З погляду програмної моделі ассет (ресурс) може бути у вигляді об'єкта, створеного на деякому наборі даних. Ресурс може зберігатися як окремий файл. Ресурси є «будівельними блоками» ігрових об'єктів, з яких і складається гра.
Сукупність всіх ресурсів у грі, всіх об'єктів, побудованих на ресурсах, всіх посилань та зв'язків між ними, а також обмежень на ресурси та механізмів серіалізації/десеріалізації ресурсів називається ресурсною системою.
До ассетів (ресурсів) відносяться всі дані, що використовуються та оброблюються відеогрою: геометричні моделі, текстури, окремі звуки та музичні треки, тексти діалогів, анімаційні дані, моделі поведінки ігрового ШІ та інше. Сукупність всіх ассетів представляє контент гри, тоді як ігровий рушій є сукупністю всіх механізмів, що обробляють контент. На початок 2010-х років кількість ассетів у середньостатистичній грі перевищує 100 000.